# Louis Wiederkehr
Pour les articles homonymes, voir Wiederkehr.
Louis Eugène Wiederkehr (né et mort à Soultz-Haut-Rhin, 12 octobre 1925 – 22 mai 2010) est un artisan peintre alsacien qui s'est illustré par son action en faveur de la conservation et la restauration du patrimoine historique de Soultz et environs.

## Enfance
Né en 1925 de Eugène Wiederkehr (décédé en 1955), artisan peintre soultzien, et Marie-Madeleine Schermesser, Louis Wiederkehr est le seul garçon d'une famille de six enfants. La famille est catholique (deux de ses sœurs deviendront religieuses) et pro-française, même si son père ne s'exprime quasiment qu'en alsacien comme c'était alors courant.
Eugène Wiederkehr obtient sa maîtrise de peinture en 1913.

## Les années de guerre
Louis Wiederkehr a 14 ans lorsque la Seconde Guerre mondiale éclate. Son sort durant la guerre rejoint celui de nombreux Alsaciens et Mosellans incorporés de force (les « Malgré-nous ») : sur 130 000 jeunes de 17 à 37 ans, 40 000 ne reviendront pas, 30 000 rentreront blessés ou invalides.

### L'incorporation de force

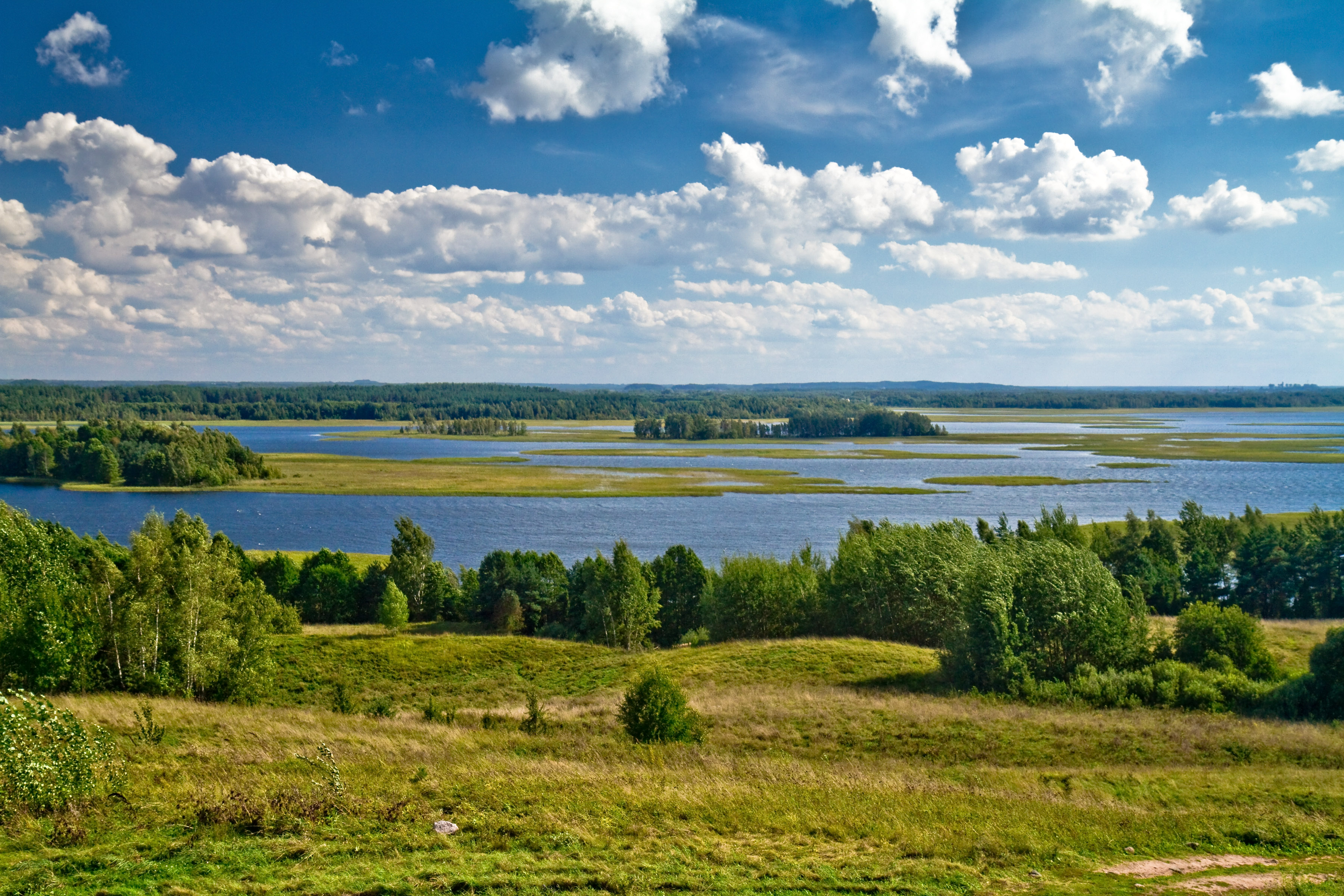
Paysage de la région de Vitebsk (Biélorussie)

Le 17 février 1943, l'Alsace étant annexée de fait par le Troisième Reich, il est mobilisé dans le cadre du Reichsarbeitsdienst (RAD) comme tout jeune Allemand et envoyé à Schkeuditz près de Leipzig.
Il est ensuite incorporé de force dans la Wehrmacht et envoyé le 20 mai 1943 au Grenadier-Feldausbildung Rgt.718, 12e compagnie, puis en février 1944, à la Stabskompanie Grenadier-Rgt 483, Il combat sur le front de l'Est (« Ostfront ») en Biélorussie, dans la région de Vitebsk, puis de Molodetchno et de Polotsk, et se voit même attribuer la Croix de fer 2e classe (« Eisernes Kreuz 2e Klasse », E.K.2), distinction qu'il considère avec ironie.
Au cours de cette période, il bénéficiera de deux permissions (mai 1943 et avril 1944) pour revoir sa famille en Alsace.

### La captivité en URSS

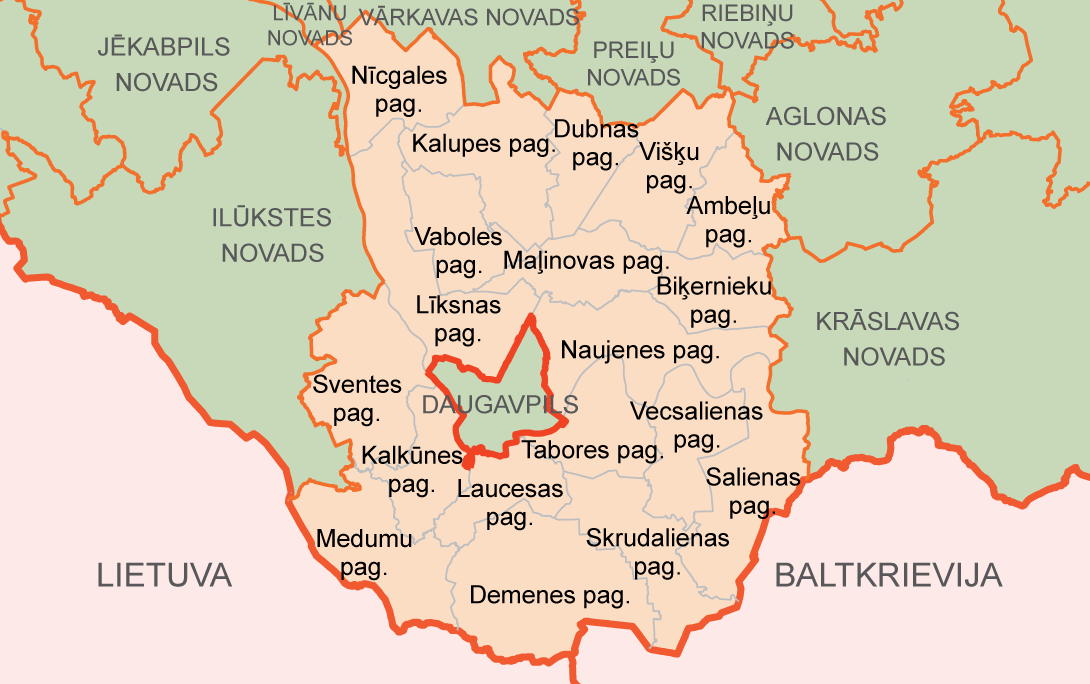
Le district de Daugavpils en Lettonie

L'intention de nombreux incorporés de force sur le front de l'Est était de se laisser capturer par les Soviétiques, sans toutefois attirer les soupçons des Allemands pour éviter des représailles à l'encontre de leur famille. L'Armée rouge diffusait d'ailleurs des tracts à l'intention des soldats sous l'uniforme allemand, les encourageant à déserter et les assurant qu'ils seraient bien traités et rapatriés à l'issue des hostilités.
Le 23 juillet 1944, Louis Wiederkehr est fait prisonnier avec plusieurs camarades près du Lac Svente (Sventissee en allemand), dans le Kalkūnes pagast, à 25 km au sud-ouest de Dünaburg (aujourd'hui Daugavpils, en Lettonie). L'accueil soviétique n'est toutefois pas à la hauteur de ses espérances : brutalisé, dépouillé, il est traité comme un prisonnier de guerre allemand malgré sa qualité de « Français » et le document qu'il porte sur lui et qui le prouve.
En septembre 1944, ses parents reçoivent un courrier du lieutenant commandant son unité, les informant que Louis est porté manquant, et qu'il est probablement mort, ou peut-être tombé en captivité soviétique.
Il est alors transféré au camp 188 de Tambov, « camp de rassemblement des Français » (à 420 km de Moscou) essentiellement réservé aux Alsaciens-Mosellans, et forcé de travailler successivement sur les chantiers de Viazniki, de Kirsanov, et de Tsinstroï, Les conditions de survie des prisonniers sont très dures (contrairement à ce qu'affirmeront les autorités soviétiques par la suite) : travail forcé, brutalités, famine, vermine, maladies, dénuement total. Il voit mourir autour de lui plusieurs de ses camarades d'enfance. Au total, il aura passé 18 mois à Tambov.

### Le retour
À partir de septembre 1945, plusieurs convois ferroviaires sont organisés au départ de Tambov pour rapatrier plus de 11 000 prisonniers (au total, le camp a « accueilli » environ 20 000 personnes, dont près de la moitié n'est pas revenue ; des dizaines décéderont encore pendant leur rapatriement). Louis Wiederkehr rentre au pays via Francfort-sur-l'Oder, Berlin et Chalon-sur-Saône ; il est malade (malaria, problèmes oculaires) et très affaibli. Il est démobilisé le 29 octobre 1945, près de 6 mois après l'armistice.
Après un temps de convalescence, il entre au service de l'artisan et artiste peintre colmarien François Fleckinger, qui détectera en lui des talents artistiques et l'encouragera à les développer. Ainsi, tout en reprenant après la mort de son père l'atelier paternel (qui comptera plus tard jusqu'à 30 salariés), Louis Wiederkehr développe progressivement en parallèle une activité plus orientée vers la restauration d'œuvres d'art, relevant du patrimoine public ou appartenant à des particuliers.
En 1948, il épouse Monique Salm, de Soultz également, qui lui donnera cinq enfants.

## Son action en faveur du patrimoine

### Les Amis du Vieux Soultz

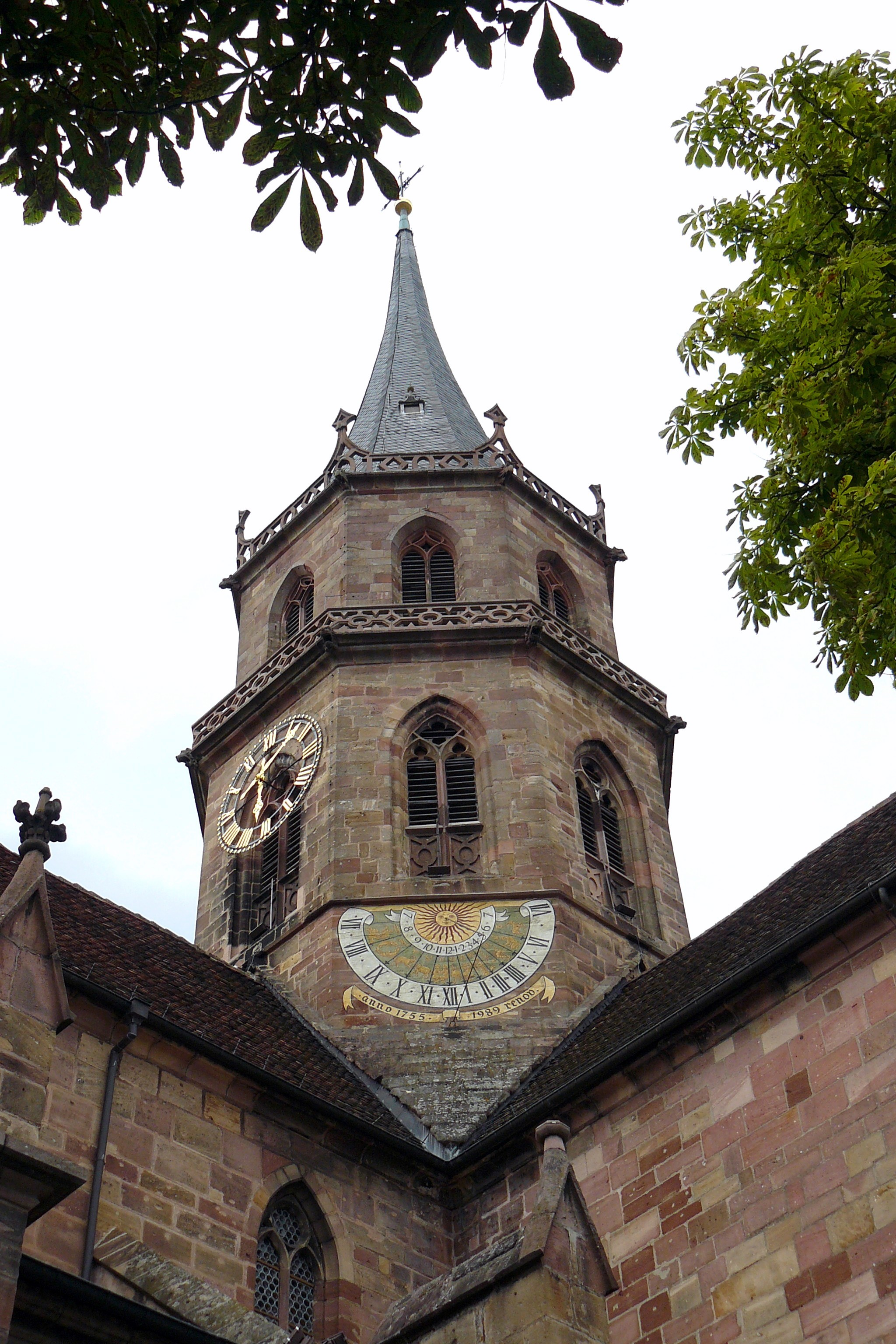
Le clocher de Soultz et son cadran solaire restauré

Il est le fondateur et président de l'association historique « Les Amis du Vieux Soultz », créée dans en 1975, jusqu'en avril 2001, date à partir de laquelle il restera président d'honneur. (L'association deviendra ensuite, en 2003, « Les Amis de Soultz »).
En 1980, l'association organise une exposition historique à la Halle aux Blés de Soultz. Elle publie un bulletin, auquel contribuent régulièrement notamment Joseph Guelen, Edmond Zinderstein, Chantal Schmitt, Edouard Rouby, Gérard Vial et Bertrand Risacher.

### L'église Saint-Maurice de Soultz
En 1989, à l'occasion des 500 ans de l'église Saint-Maurice (classée en 1920), Louis Wiederkehr est chargé, sous la supervision de l'administration des Monuments historiques, de la restauration des deux fresques intérieures datées du début du XIVe siècle (transepts nord et sud) qu'il a mises au jour, ainsi que d'une autre fresque de 8 mètres de haut, dans le chœur, représentant Saint Christophe, qu'il avait redécouverte en 1985.
Il restaure également les boiseries, et le cadran solaire du clocher, daté de 1755.

### Le musée du Bucheneck

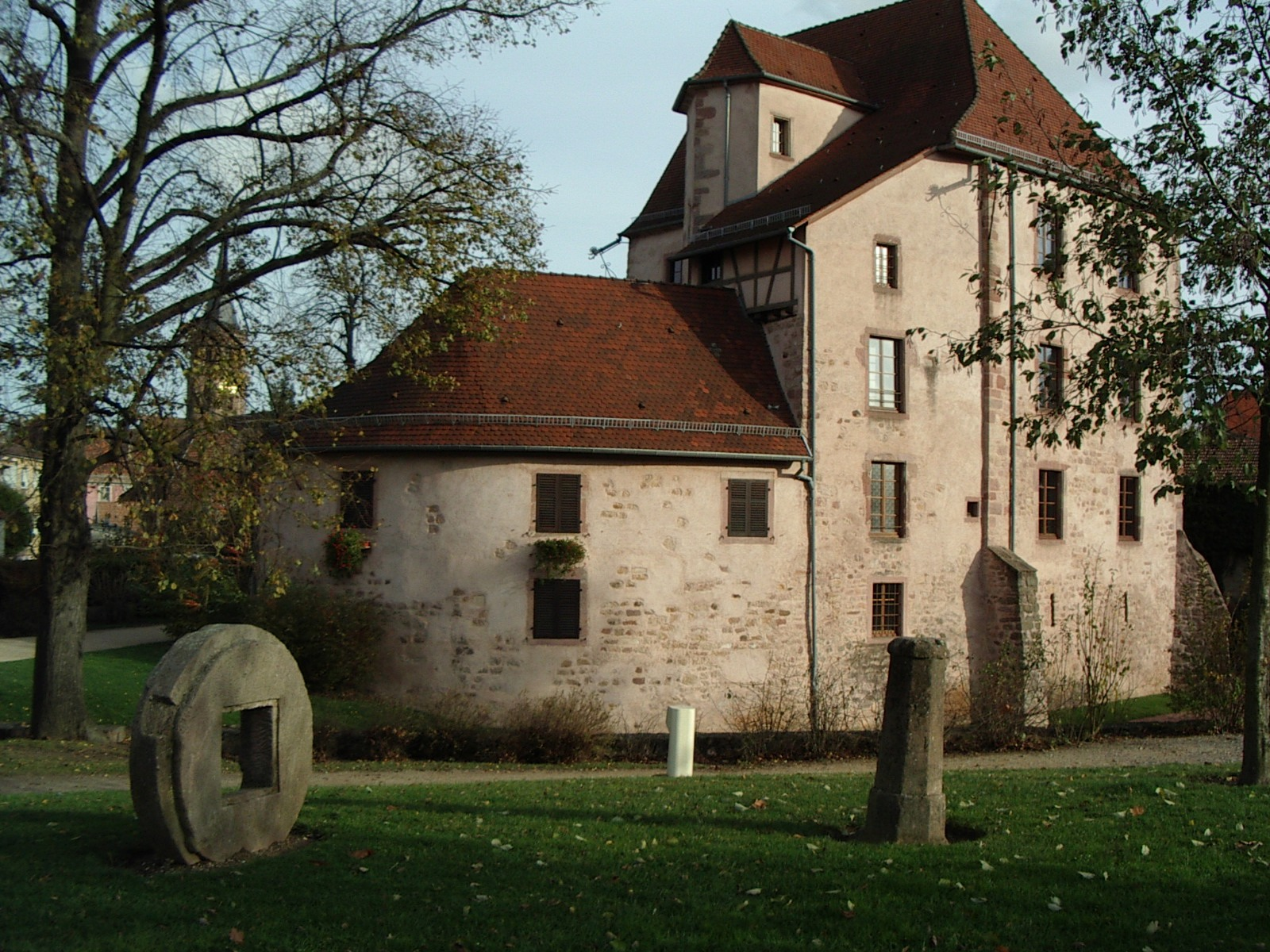
Château du Bucheneck (musée historique)

Le Bucheneck (ou Buchneck) est un ancien château soultzien, qui existait déjà au XIIe siècle. Il a appartenu à plusieurs familles nobles, ainsi qu'à l'evêque de Strasbourg, puis a été la résidence du bailli. Vendu comme bien national à la Révolution, il a ensuite changé de mains à diverses reprises avant d'être racheté par la Ville de Soultz en 1977. Il était alors très délabré.
Sous l'impulsion de Louis Wiederkehr, qui dirigera sa restauration et en deviendra le conservateur, le Bucheneck deviendra le musée historique municipal, ouvert au public en septembre 1990.
Le musée présente notamment une section archéologique, une maquette de la ville, des salles consacrées à l'ordre de Saint-Jean de Jérusalem, à la communauté juive de Soultz, à la famille de Heeckeren-d'Anthès, à l'illustrateur Robert Beltz, etc.

### Aux alentours de Soultz

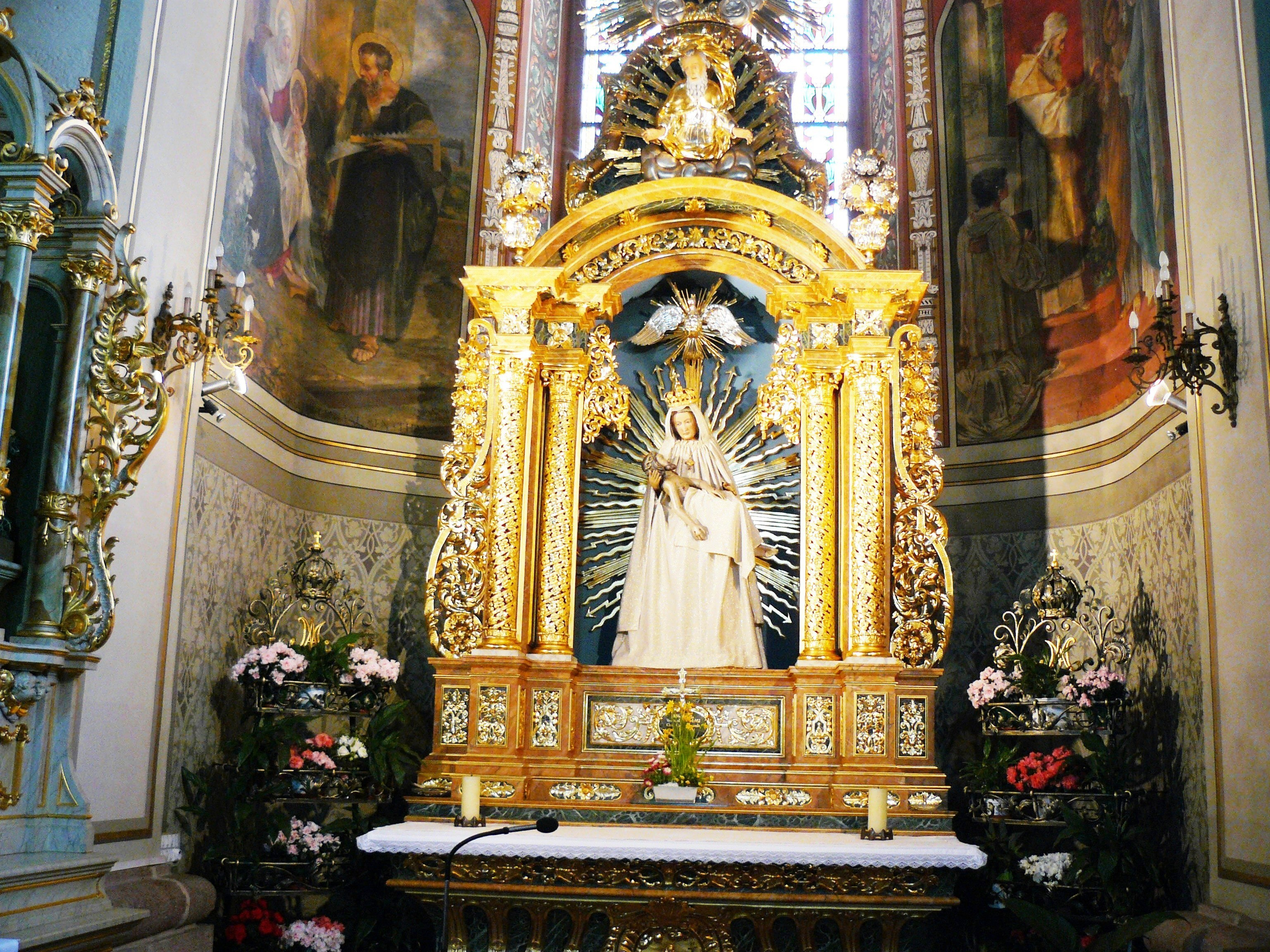
Thierenbach : Chapelle avec son autel (1727) et la statue miraculeuse de la Vierge couronnée

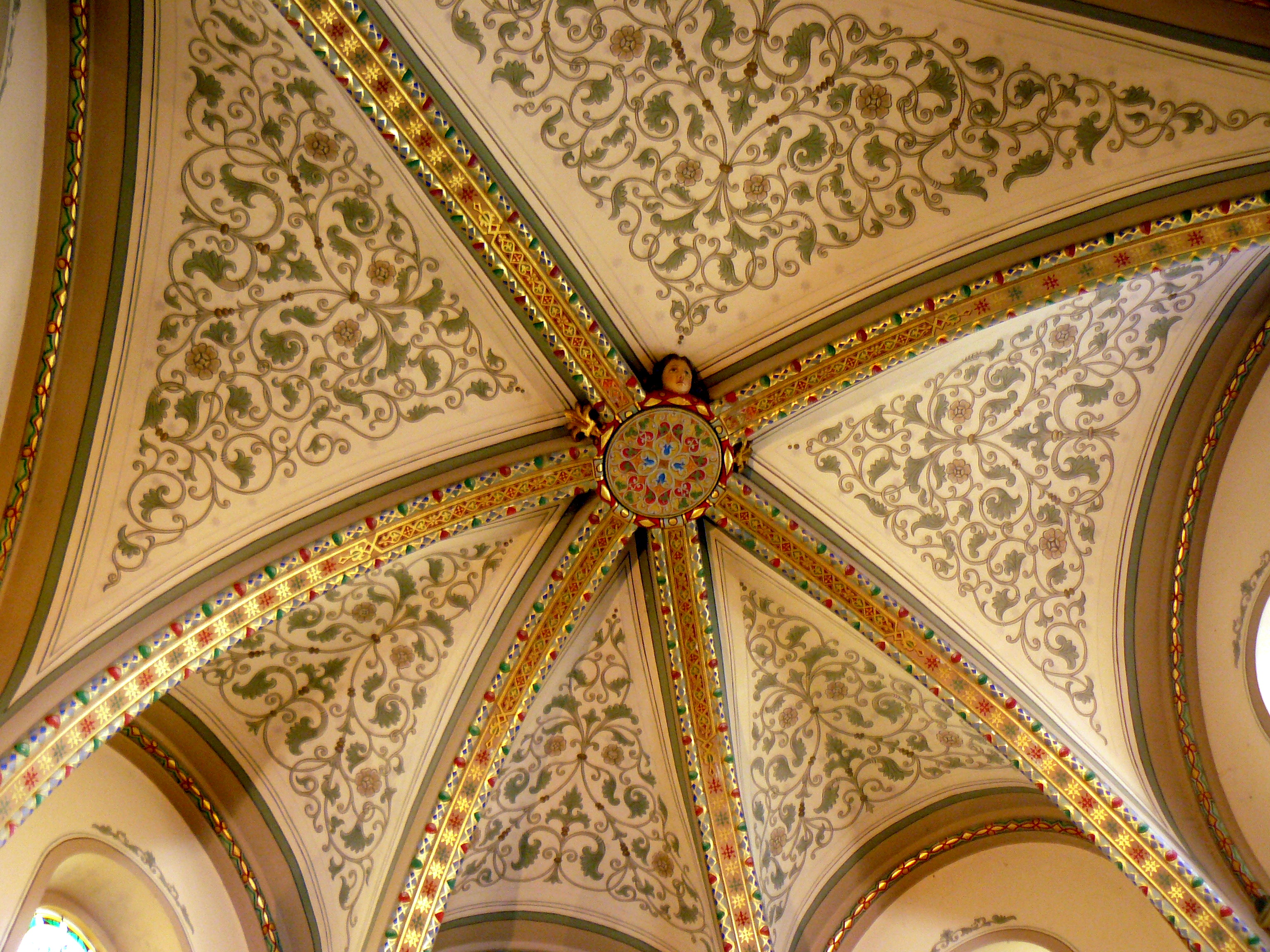
Plafond de la chapelle-pèlerinage de Houppach

Sur la proposition du chanoine Gérard Sifferlen, dont il était l'ami, Louis Wiederkehr a effectué la restauration de la Basilique Notre-Dame de Thierenbach, à Jungholtz (de style baroque, 1723), y compris la statue de Notre-Dame de l'Espérance, ainsi que de divers autres bâtiments (chapelle Saint-Joseph, presbytère…). Il a aussi notamment supervisé la réfection de la peinture de l'église de Rimbach, et des extérieurs de celle de Rimbachzell, ainsi que de l'intérieur de la chapelle de Houppach (près de Masevaux).
Il a restauré diverses statues à caractère religieux, dont la Pietà de l'église Saint Jean-Baptiste de Wattwiller et la statue de Saint Séverin dans la chapelle de la Vierge-Auxiliatrice de Sickert.

### L'ordre de Saint-Jean de Jérusalem
L'ordre des Hospitaliers de Saint-Jean de Jérusalem s'est installé à Soultz en 1210. Il y a fondé l'une des dix commanderies d'Alsace, qui dépendait du Grand Prieuré de Heitersheim, dans le Pays de Bade ; celle-ci devait subsister jusqu'en 1791.
Louis Wiederkehr s'est particulièrement intéressé à l'histoire de cet Ordre à Soultz et dans la région. Il a été correspondant de la Société d'Histoire et du patrimoine de l'Ordre de Malte pour la Haute-Alsace.
De mai 1999 à avril 2000, il organise au Bucheneck une exposition intitulée « Les Hospitaliers de Saint-Jean de Jérusalem : présence de l'Ordre de Malte à Soultz ». À cette occasion, la Croix du Mérite de l'Ordre souverain lui est remise par l'Ambassadeur Bailli Comte de Pierredon.
Il contribue aussi à la mise au jour des fondations de la première église des Hospitaliers de Saint-Jean, détruite au XVIIIe siècle, dans l'enceinte de l'ancienne commanderie (qui abrite aujourd'hui la « Nef des Jouets »).

## Le personnage
Profondément catholique, partisan inconditionnel de l'Alsace française, Louis Wiederkehr a été marqué à vie par l'expérience tragique de son incorporation de force dans la Wehrmacht et sa captivité en Russie.
Autodidacte, il a mis ses talents artistiques (peintre, dessinateur, photographe) au service du patrimoine (surtout l'art sacré) de sa région, qu'il affectionnait particulièrement.
De manière générale, il fuit les honneurs officiels et les compromissions. Ainsi lorsqu'en 1983, il se voit attribuer par l'Institut des Arts et Traditions populaires d'Alsace un Bretzel d'or au titre de la sauvegarde du patrimoine, il refusera cette distinction.
Son caractère perfectionniste sinon intransigeant, et parfois frondeur, et son engagement en faveur de la préservation du patrimoine local aux dépens du modernisme ne lui auront pas valu que des amitiés, notamment dans sa ville de Soultz même ; tandis que sa modestie l'aura laissé à l'écart de la célébrité.
 (janvier 2013).

## Publications
- 500 ans d'histoire… racontons Saint-Maurice, église de Soultz. Publié par Les Amis du Vieux Soultz, 1989. Texte et photos Louis Wiederkehr, préface Edmond Zinderstein.
- Contributions à Soultz libérée… (La Libération, 4 février 1945), édité en collaboration avec Les Amis du Vieux Soultz, 1er semestre 1995. Dépôt légal no 1011.
- Louis Wiederkehr, Les Hospitaliers de Saint-Jean de Jérusalem. Regards sur une présence de l'Ordre de Malte à Soultz, Haute Alsace, Brunstatt 1999
- Contributions au Bulletin de la société d'histoire Les Amis du Vieux Soultz

## Sources
- Divers articles de presse régionale (L'Alsace, les Dernières Nouvelles d'Alsace), dont l'article de L'Alsace du 25 mai 2010 (édition de Guebwiller) consacré à son décès.
- Bulletins des Amis du Vieux Soultz
- Regards sur le passé de Soultz (Recueil d'essais divers publiés par Les Amis du Vieux Soultz) : tome I (1978-1992, publié en 1993) ; tome II (1993-1996, publié en 1998)
- 1943-1945 : Du Rhin à la Volga, images vécues (documents, photos et dessins ; tirage familial, 2008).
- Sources familiales
- Soultz au fil des siècles, éd. Les Amis de Soultz, Mémoires de vie, 2006,  (ISBN 2-84488-085-1)